# (4209) Briggs
(4209) Briggs es un asteroide perteneciente al cinturón de asteroides, descubierto el 4 de octubre de 1986 por Eleanor F. Helin desde el Observatorio del Monte Palomar, Estados Unidos.

## Designación y nombre
Designado provisionalmente como 1986 TG4. Fue nombrado Briggs en honor al físico estadounidense Geoffrey A. Briggs exdirector de la NASA.